# Římskokatolická farnost Česká Lípa – in suburbio
Římskokatolická farnost Česká Lípa – in suburbio (lat. Lippa, Leippa, Bohemo-Lippa, něm. Böhmisch Leipa) je církevní správní jednotka sdružující římské katolíky na území části města Česká Lípa a v jeho okolí. Organizačně spadá do českolipského vikariátu, který je jedním z 10 vikariátů litoměřické diecéze. Centrem českolipské římskokatolické komunity je Bazilika Všech svatých, která je z hlediska bohoslužeb nejnavštěvovanějším kostelem pro celou Českou Lípu.

## Historie farnosti
Farnost byla zřízena při augustiniánském klášteře v roce 1787 a její správa byla svěřena členům tohoto řádu. Od téhož roku jsou vedeny farní matriky. V roce 1927 byl farní a klášterní kostel Všech svatých povýšen na basiliku minor. Augustiniáni zde působili až do roku 1950, a poté v letech 1969-1991 zde působil augustinián P. Ivan Josef Peša, OSA.
Součástí farnosti byla též kaple v Sosnové, která byla později zbořena.
V klášterní basilice slavil primiční mši svatou P. Augustin Emil Dorničák, OSA. V roce 1999 přijal v basilice kněžské svěcení z rukou biskupa Josefa Koukla R. D. Jan Chmelař, a následující den zde slavil primici.
Po likvidaci kláštera v roce 1950 v rámci Akce K farnost prakticky splynula s farností Česká Lípa – in urbe. 

### Duchovní správcové vedoucí farnost
Začátek působnosti jmenovaného v duchovní správě farnosti od:
- 1788 Anastas. Stöhr
- 1793 Andr. Perle, O.S.A.; † 30. 1. 1814
- 1814 Casimir. Mayer, O.S.A.; n. 11. 9. 1780 Kaaden, o. 15. 4. 1805, † 6. 2. 1837
- 1838 Wenc. Schneider, O.S.A.; n. 26. 9. 1806 Dolní Libchava, o. 21. 7. 1830
- 1845 Libor. Jac. Daubek, O.S.A.; n. 17. 3. 1782 Tansens., o. 11. 8. 1815, † 10. 4. 1857
- 1858 Anton. Leon. Patzelt, O.S.A.; n. 3. 5. 1818 Hoschnitz, o. 31. 7. 1842
- 1892 Raymund. Jos. Hein, O.S.A.; n. 22. 3. 1841 Graupens, o. 26. 10. 1866
- 1902 Rudolph. Car. Loew, O.S.A.; n. 29. 12. 1871 Röhrsdorf, o. 10. 1. 1897
- 1933 Alypius Scharf, O.S.A.; n. 8. 1. 1905 Hohenelbe, o. 20. 1. 1929
- 1. 8. 1935 Ernst. Mages, O.S.A.; n. 19. 6. 1910 Girsch, o. 7. 4. 1935, † 28. 2. 1978
- 1. 9. 1945 Ambros. Franc. Franke, O.S.A.
  - 1. 9. 1945 Vít Václav Mareček, O.S.A.; 2. kaplan
- 1. 9. 1948 Václav Josef Holas, O.S.A.
- 1. 7. 1957 Jan Surý, SDB
- 1. 7. 1969 Josef Ivan Peša, O.S.A.
- 1. 1. 1993 Viliam Matějka, admin. exc. z České Lípy – in urbe[4]

Kromě kněží stojících v čele farnosti, působili ve farnosti v průběhu její historie i jiní kněží. Většinou pracovali jako farní vikáři, kaplani, katecheté, výpomocní duchovní aj.

## Římskokatolické sakrální stavby na území farnosti
| | Fotografie | Stavba                               | Místo       | Bohoslužby                      | Zeměpisné souřadnice             | Status                                             | Číslo kulturní památky           |
| Bazilika | Bazilika   | Bazilika                             | Bazilika    | Bazilika                        | Bazilika                         | Bazilika                                           | Bazilika                         |
| --- | ---------- | ------------------------------------ | ----------- | ------------------------------- | -------------------------------- | -------------------------------------------------- | -------------------------------- |
| 1. |            | Bazilika Všech svatých               | Česká Lípa  | bližší informace o bohoslužbách | 50°41′10″ s. š., 14°32′5″ v. d.  | basilica minor farní kostel                        | 23304/5-2777 (Pk•MIS•Sez•Obr•WD) |
| Kaple |            |                                      |             |                                 |                                  |                                                    |                                  |
| 2. |            | Kaple Nejsvětější Trojice            | Častolovice | bližší informace o bohoslužbách | 50°43′0″ s. š., 14°31′45″ v. d.  | kaple                                              | —                                |
| 3. |            | Kaple Nejsvětější Trojice            | Česká Lípa  | bližší informace o bohoslužbách |                                  | bývalá studentská kaple gymnázia v areálu kláštera | —                                |
| 4. |            | Loreta                               | Česká Lípa  | bližší informace o bohoslužbách |                                  | loretánská kaple                                   | 23304/5-2777 (Pk•MIS•Sez•Obr•WD) |
| 5. |            | Kaple Svatých schodů                 | Česká Lípa  | bližší informace o bohoslužbách |                                  | kaple                                              | —                                |
| 6. |            | Kaple Neposkvrněného početí P. Marie | Lada        | bohoslužby příležitostně        | 50°42′30″ s. š., 14°32′23″ v. d. | kaple                                              | 34462/5-2820 (Pk•MIS•Sez•Obr•WD) |
| Některé drobné sakrální stavby a pamětihodnosti lze dohledat zde v databázi Drobné sakrální památky Zaniklé sakrální stavby lze dohledat zde v databázi Poškozené a zničené kostely, kaple a synagogy v České republice |            |                                      |             |                                 |                                  |                                                    |                                  |

Ve farnosti se mohou nacházet i další drobné sakrální stavby, místa římskokatolického kultu a pamětihodnosti, které neobsahuje tato tabulka.

## Příslušnost k farnímu obvodu
Z důvodu efektivity duchovní správy byl vytvořen farní obvod (kolatura) farnosti – děkanství Česká Lípa – in urbe, jehož součástí je i farnost Česká Lípa – in suburbio, která je tak spravována excurrendo. Přehled těchto kolatur je v tabulce farních obvodů českolipského vikariátu.